# Panaves
De Panaves zijn een groep reptielen.
De klade werd voor het eerst gedefinieerd in 2001 door Gauthier om te voldoen aan de nieuwe conventie om klades te definiëren die verankerd zijn op nog levende diergroepen. De Panaves, de "Alvogels", zijn dan die klade die alle soorten omvat die nauwer verwant zijn aan de moderne groep van de vogels dan aan de moderne groep van de krokodilachtigen. De definitie is dan: de groep bestaande uit de andescondor Vultur gryphus en alle soorten nauwer verwant aan Vultur dan aan de nijlkrokodil Crocodylus niloticus.
Deze klade omvat meteen de Dinosauromorpha met inbegrip van alle Dinosauria, en misschien ook de Ornithodira waarvan het wellicht een synoniem is. Paul Sereno kritiseerde het begrip in 2005 omdat het een synoniem was van het al bestaande Avemetatarsalia.